# Democratici (Brasile)
I Democratici (in lingua portoghese: Democratas - Dem), fino al 2007 Partito del Fronte Liberale (Partido da Frente Liberal - PFL), furono un partito politico brasiliano di orientamento liberal-conservatore; costituitosi nel 1985, nel 2022 si fuse col Partito Social-Liberale per dar vita ad un nuovo soggetto, Unione Brasile.
Il partito era membro dell'Organizzazione Democratico Cristiana d'America e promuoveva una politica improntata al pragmatismo, rendendosi disponibile ad alleanze anche con partiti di diversa matrice politica.

## Storia
Fondato alla fine della dittatura militare, il partito si presentò come una forza politica moderna, favorevole al decentramento amministrativo e alla riduzione dei poteri dei vertici statali, anche se molti dei suoi membri provenivano dal Partito Democratico Sociale (poi Partito Progressista), erede dell'ARENA il partito della giunta militare. Leader all'atto della fondazione fu il senatore Guilherme Palmeira. Alle elezioni del 1986, il PFL con il 17,7% dei voti si posizionò al secondo posto dietro al Partito del Movimento Democratico Brasiliano (PMBD), da sempre all'opposizione ai governi dell'ARENA, con il quale collaborò al governo. Alle politiche del 1990, il PFL rimase secondo partito, ma perse il 5% dei consensi, scendendo al 12,4% ed eleggendo 83 deputati.
Alle politiche del 1994, il PFL incrementò leggermente voti e seggi, ottenendo rispettivamente il 12,9% dei consensi e 89 deputati. Ciò nonostante venne superato sia dal PMDB sia la PSDB. Dal 1994 al 2002 il PFL ha preso parte ai governi di Fernando Henrique Cardoso del PSDB, insieme a: Partito della Social Democrazia Brasiliana (centro), Partito del Movimento Democratico Brasiliano (centro), Partito Progressista (centrodestra), Partito Laburista Brasiliano (centrodestra), Partito Socialdemocratico (centro). L'alleanza moderata aiutò il PFL, che alle elezioni legislative del 1998 ottenne il 16% dei voti ed elesse 105 deputati su 513, divenendo il primo partito del paese, innanzi a PSDB e PMDB.
Il PFL nel 2002 sostenne la candidatura a presidente del sindacalista Luiz Inácio Lula da Silva del Partito dei Lavoratori (PT, sinistra socialista). Alle politiche del 2002, il PFL raccolse il 13,4% dei voti, eleggendo 84 deputati e ricollocandosi come terza forza, in termini percentuali, dopo PT e PSDB. Dopo poco il PFL è però uscito dal governo e alle presidenziali del 2006 è tornato all'alleanza moderata, sostenendo Geraldo Alckmin del PSDB, che, con il 41% dei consensi, è riuscito a portare al ballottaggio il presidente Lula, 48,7%, penalizzato dagli scandali che hanno coinvolto il suo partito e che hanno dato vita alla scissione del Partito Socialismo e Libertà (PSOL).
Il PFL, alle elezioni del 2006, ottenne il 10,9% dei voti e 65 deputati alla Camera (su 513), con un decremento di ben 19 seggi. Al Senato, invece, il PFL elesse ben 6 senatori sui 27 in palio, dando vita al gruppo senatoriale più consistente: 20 senatori su 81. Alle politiche del 2010 i Dem calarono ulteriormente, ottenendo l'8,3% dei voti e 43 seggi (-22). Al Senato conquistarono 6 seggi, perdendone ben 7.